# Eisenbahnpolitik
Die Eisenbahnpolitik ist ein politisches Fachgebiet der Verkehrspolitik, welches alle Aspekte des schienengebunden Fernverkehrs beinhaltet. Dazu zählt die Festlegung, ob es sich dabei um privates oder staatliches Eigentum handeln soll. Aufgrund der Vielfalt der möglichen Aufgaben können Ge- oder Verbote in Gesetzen, Verordnungen oder direkten Anweisungen festgehalten sein. Die Eisenbahnpolitik wird über Einnahmen aus Tickets und der Finanzierung durch den Staat bestimmt.